# Rabilimis septentrionalis
Rabilimis septentrionalis är en kräftdjursart som först beskrevs av Brady 1866.  Rabilimis septentrionalis ingår i släktet Rabilimis och familjen Trachyleberididae. Inga underarter finns listade i Catalogue of Life.